# بيني كرون
بيني كرون (بالإنجليزية: Penny Crone)‏ هي مقدمة برامج إذاعية أمريكية، ولدت في 1935 في نيويورك في الولايات المتحدة.